# Lantenot
Lantenot és un municipi francès situat al departament de l'Alt Saona i a la regió de Borgonya - Franc Comtat. L'any 2007 tenia 330 habitants.

## Demografia

### Població
El 2007 la població de fet de Lantenot era de 330 persones. Hi havia 122 famílies, de les quals 20 eren unipersonals (12 homes vivint sols i 8 dones vivint soles), 43 parelles sense fills, 55 parelles amb fills i 4 famílies monoparentals amb fills.
La població ha evolucionat segons el següent gràfic:
Habitants censats

### Habitatges
El 2007 hi havia 141 habitatges, 121 eren l'habitatge principal de la família, 6 eren segones residències i 14 estaven desocupats. 122 eren cases i 19 eren apartaments. Dels 121 habitatges principals, 92 estaven ocupats pels seus propietaris, 27 estaven llogats i ocupats pels llogaters i 2 estaven cedits a títol gratuït; 4 tenien una cambra, 4 en tenien dues, 24 en tenien tres, 31 en tenien quatre i 58 en tenien cinc o més. 120 habitatges disposaven pel capbaix d'una plaça de pàrquing. A 42 habitatges hi havia un automòbil i a 73 n'hi havia dos o més.

### Piràmide de població
La piràmide de població per edats i sexe el 2009 era:
| Homes | Edats   | Dones |
| ----- | ------- | ----- |
| 4     | 95 o +  | 0     |
| 4     | 90 a 94 | 0     |
| 4     | 85 a 89 | 0     |
| 0     | 80 a 84 | 0     |
| 0     | 75 a 79 | 12    |
| 4     | 70 a 74 | 4     |
| 4     | 65 a 69 | 8     |
| 0     | 60 a 64 | 4     |
| 4     | 55 a 59 | 4     |
| 12    | 50 a 54 | 8     |
| 8     | 45 a 49 | 4     |
| 28    | 40 a 44 | 16    |
| 16    | 35 a 39 | 12    |
| 0     | 30 a 34 | 28    |
| 0     | 25 a 29 | 0     |
| 0     | 20 a 24 | 4     |
| 8     | 15 a 19 | 12    |
| 24    | 10 a 14 | 20    |
| 20    | 5 a 9   | 8     |
| 0     | 0 a 4   | 4     |

## Economia
El 2007 la població en edat de treballar era de 218 persones, 162 eren actives i 56 eren inactives. De les 162 persones actives 152 estaven ocupades (85 homes i 67 dones) i 10 estaven aturades (1 home i 9 dones). De les 56 persones inactives 18 estaven jubilades, 20 estaven estudiant i 18 estaven classificades com a «altres inactius».

### Ingressos
El 2009 a Lantenot hi havia 136 unitats fiscals que integraven 372 persones, la mediana anual d'ingressos fiscals per persona era de 16.472 €.

### Activitats econòmiques
Dels 12 establiments que hi havia el 2007, 1 era d'una empresa extractiva, 2 d'empreses de construcció, 6 d'empreses de comerç i reparació d'automòbils, 1 d'una empresa immobiliària i 2 d'empreses de serveis.
Dels 4 establiments de servei als particulars que hi havia el 2009, 2 eren tallers de reparació d'automòbils i de material agrícola, 1 paleta i 1 guixaire pintor.
L'únic establiment comercial que hi havia el 2009 era una carnisseria.
L'any 2000 a Lantenot hi havia 4 explotacions agrícoles.

## Poblacions més properes
El següent diagrama mostra les poblacions més properes.